# Arzenšek
Arzenšek je priimek v Sloveniji, ki ga je po podatkih Statističnega urada Republike Slovenije na dan 1. januarja 2010 uporabljalo 414 oseb in je med vsemi priimki po pogostosti uporabe uvrščen na 827. mesto.

## Znani nosilci priimka
- Adi Arzenšek (1932—1994), slikar, grafik, graver
- Ana Arzenšek, socialna psihologinja
- Bojan Arzenšek, mikolog (gobar), publicist, mednarodni šahovski sodnik
- Drago in Vinko Arzenšek, vojaška pilota (Maistrova eskardilja)
- Dušan Arzenšek, eletrotehnik/lutkar?// fotograf, podjetnik
- Ivan (Vanči) Arzenšek (*1954), dominikanec, župnik in rektor bazilike v Petrovčah
- Janez Arzenšek, bobnar
- Jože Arzenšek (*1942), zdravnik
- Karin Košak Arzenšek (*1961), arhitektka, gledališka scenografinja in kostumografinja
- Katarina Kobe Arzenšek (1933—2023), zgodovinarka, tehniška muzealka
- Srdan (Mišo, Mišel) Arzenšek - Zeni (*1950), športni psiholog, svetovalec za zaposlovanje..., gobar
- Vladimir Arzenšek (1932—1989), psiholog, sociolog dela